# Antoine Borrel
Pour les articles homonymes, voir Borrel.
Antoine Borrel est un homme politique français, né le 22 novembre 1878 à Moûtiers (Savoie) et mort le 8 mars 1961 à Paris. Il est inhumé à Moûtiers.

## Carrière politique
Journaliste et franc-maçon, il embrasse une carrière politique :
- Président du Conseil général de la Savoie de 1920 à 1940.

- Député républicain socialiste puis radical de la Savoie de 1909 à 1931. Bien que député, il s'engage comme caporal dans les chasseurs alpins, où il obtiendra le grade de capitaine[2].

- Sénateur de la Savoie de 1931 à 1940

Il participe à l'action gouvernementale, notamment comme sous-secrétaire d'État aux Mines et aux Forces Hydrauliques du 20 janvier 1920 au 16 janvier 1921 dans les gouvernements Alexandre Millerand (1), Alexandre Millerand (2) et Georges Leygues.
En Savoie, Antoine Borrel a été le promoteur de l'industrie touristique, et notamment la réalisation de la  route de l'Iseran.
Il participe aussi a la création du Monument des Savoyards morts pour la France, qui commence le 12 janvier 1919. Le comité du monument ainsi créé a rédigé en 1929 une brochure présentant les étapes de la construction de ce monument.

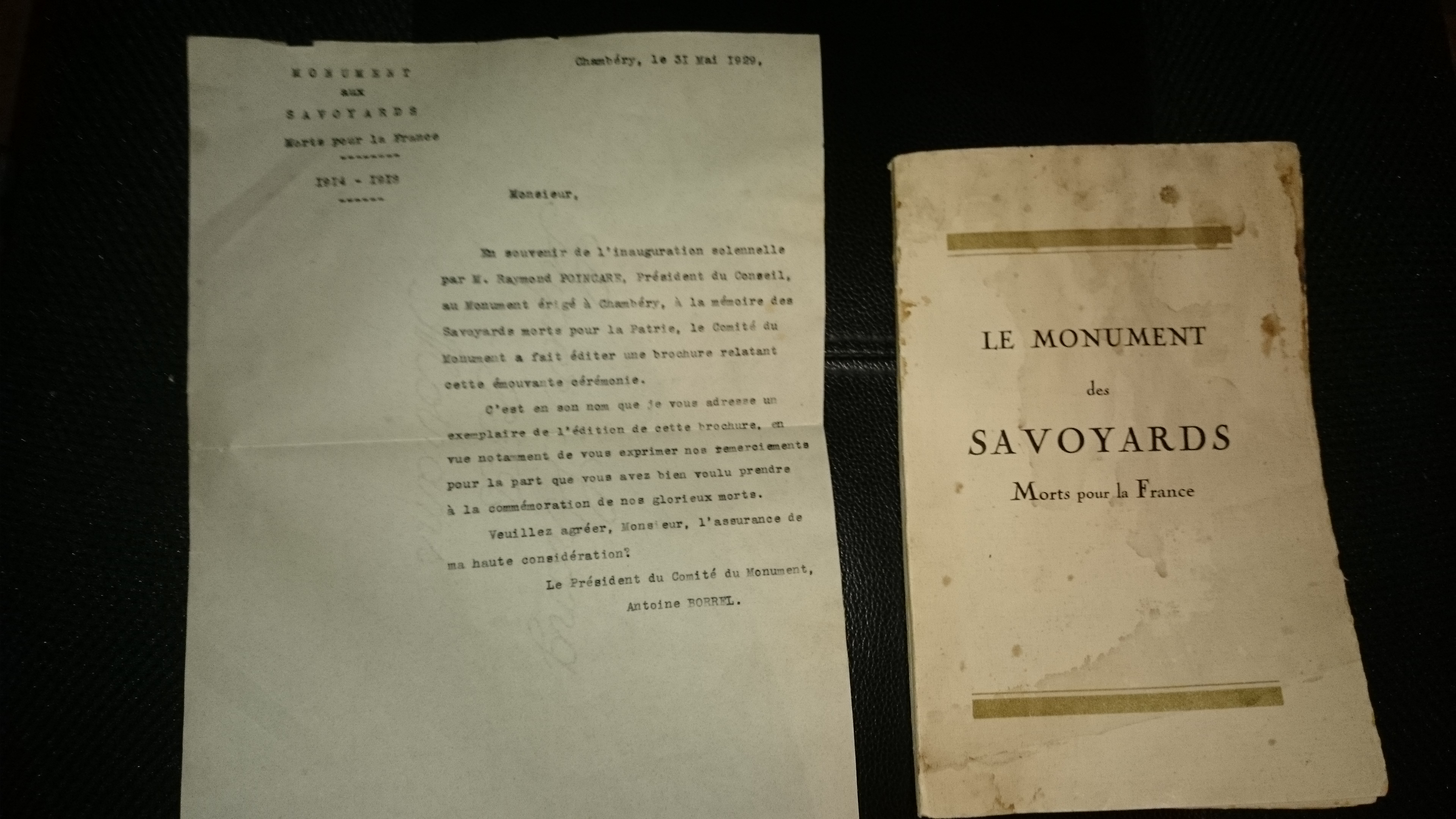
Photo de la brochure en question accompagné d'une lettre d'Antoine Borrel

## Sources
- « Antoine Borrel », dans le Dictionnaire des parlementaires français (1889-1940), sous la direction de Jean Jolly, PUF, 1960 [détail de l’édition]